# Carmen Electra
Carmen Electra, rođena kao Tara Leigh Patrick (Sharonville, Ohio, 20. travnja 1972.) je američka glumica, manekenka i pjevačica. Slavu je stekla poziranjem za Playboy te ulogom u popularnoj TV seriji Spasilačka služba.
Odrasla je u Ohiju, gdje je završila srednju školu. Karijeru je započela 1990. kao plesačica. Godinu dana kasnije, odselila se u Kaliforniju gdje upoznala Princea koji joj je pomogao u ostvarenju kratkotrajne pjevačke karijere.
Godine 1995. počela se pojavljivati na televiziji, a sljedeće godine skinula se za časopis Playboy, što joj je donijelo zamijećenost i prve televizijske uloge.

## Filmografija
- American Vampire (1997.) (strip)
- Good Burger (1997.)... Roxanne
- Starstruck (1998.)
- The Chosen One: Legend of the Raven (1998.)
- The Mating Habits of the Earthbound Human (1999.)
- Christmas Vacation 2000 (1999.)
- Mrak film (2000.)... Drew Decker
- Welcome to Hollywood (2000.)
- Sol Goode (2001.)
- Perfume (2001.)
- Get Over It (2001.)
- Rent Control (2002.)
- Naked Movie (2002.)
- Whacked! (2002.)
- Uptown Girls (2003.)
- My Boss's Daughter (2003.)
- Starsky & Hutch- (2004)
- Mr. 3000 (2004.)
- Max Havoc: Curse of the Dragon (2004.)
- Monster Island (2004.)
- Dirty Love (2005.)
- Lil' Pimp (2005.) (glas)
- Searching for Bobby D (2005.)
- Getting Played (2005.)
- Cheaper by the Dozen 2 (2005.)... Sarina Murtaugh
- Date Movie (2006.)... Anne
- American Dreamz (2006.)
- Mrak film 4 (2006.)... Holly
- Hot Tamale (2006.)
- lonelygirl5 (2006.)
- National Lampoon's Pledge This! (2006.)
- Epic Movie (2007.)... Mystique
- I Want Candy (2007.)... Candy Fiveways
- Full of It (2007.)
- Last Call at Murray's (2007.)
- Christmas in Wonderland (2007.)
- Meet the Spartans (2008.)... Kraljica Margo
- Disaster Movie (2008.)... lijepa atentatorica

### Televizija
- Singled Out (gostovanje 1997.)
- Loveline (gostovanje 199.7)
- Spasilačka služba (1997. – 1998.)
- Electra's Guy (2000.)
- Carmen & Dave: An MTV Love Story (2002.)
- Livin' Large (2002. – 2004.) (stalni gost)
- BattleBots (gostovanje 2002.)
- Dance Fever (2003.) (otkazano nakon 6 epizoda)
- Spasilačka služba: Vjenčanje na Havajima - TV film (2003.)
- 'Til Death Do Us Part: Carmen and Dave (2004.) (7 epizoda)
- Monster Island (2004.)
- Summerland as Mona (2004.)
- Manhunt: The Search for America's Most Gorgeous Male Model (2004. – 2005.)
- Tripping the Rift (član 2005.) (glas)
- Lolo's Cafe (2006.) (glas)
- Britain's Got Talent (2012.) (član žirija)

## Diskografija

### Singlovi
- "Fun"
- "Go Go Dancer"
- "Everybody Get on Up"
- "Fantasia Erotica"
- 2-4-6-8

## Vanjske poveznice
- Službene stranice
- Carmen Electra - IMDb